# Croton microtiglium
Espèce
Croton microtiglium est une espèce de plantes à fleurs du genre Croton et de la famille des Euphorbiaceae présente aux Fidji et aux Tonga.
Il a pour synonymes :
- Croton storckii, (Müll.Arg.) A.C.Sm., 1936
- Croton storckii, Seem., 1862
- Croton verreauxii var. storckii, Müll.Arg., 1865